# 34752 Venkatkrishnan
34752 Venkatkrishnan este o planetă minoră (asteroid), cu un diametru de 3,333 km, din centura de asteroizi. A fost descoperită pe 23 august 2001 la Experimental Test Site⁠(d) de Lincoln Near-Earth Asteroid Research. 
Obiectul prezintă o orbită caracterizată de o semiaxă mare de 2,2678925 UAi, o excentricitate de 0,1, o înclinație de 2,9516 ° în raport cu ecliptica.